# Polak (miesięcznik)
Polak – ilustrowane pismo społeczno-polityczne wydawane w Krakowie jako miesięcznik przez Narodową Demokrację w latach 1896–1906. 
Pismo zostało założone z inicjatywy Jana Ludwika Popławskiego, członka Ligi Narodowej i jednego z założycieli endecji. Choć "Polak" był wydawany w Galicji, jego odbiorcami mieli być przede wszystkim chłopi z Królestwa Kongresowego. Redaktorem prowadzącym był Jan Ludwik Popławski, a redaktorem odpowiedzialnym i wydawcą - Kasper Wojnar, z redakcją współpracował również Roman Dmowski i inni działacze Narodowej Demokracji. Pismo było drukowane w Krakowie i dystrybuowane legalnie na terenie Galicji i zaboru pruskiego, zaś na teren zaboru rosyjskiego transportowane nielegalnie przez działaczy Ligi Narodowej i Związku Młodzieży Polskiej „Zet”. Finansowanie wydawnictwa zapewniał kontrolowany przez Ligę Narodową Skarb Narodowy.

## Profil ideowy pisma
W XIX wieku wśród chłopów w Europie Środkowo-Wschodniej powszechną postawą był indyferentyzm narodowy, ponadto chłopi żyjący na ziemiach polskich utożsamiali "sprawę polską" z pańszczyzną i wyzyskiem przez szlachtę. Dlatego za główny cel swojego pisma endecja uznała przekonanie chłopów, że są Polakami, i pozyskanie ich dla "sprawy narodowej". Miały temu służyć serie artykułów poświęcone historii państwa polskiego, akcentujące narodową jedność i ignorujące wszelkie występujące w nim antagonizmy klasowe. Artykuły w czasopiśmie miały ponadto charakter antsemicki, antybiałoruski i antyukraiński. W czasie rewolucji 1905 roku, aby osłabić masowe, rewolucyjne wystąpienia chłopskie, "Polak" nawoływał do ich zamiany na działania legalistyczne i na dążenie do autonomii, promując hasło "akcji gminnej", ograniczającej się do nawoływania o wprowadzenie języka polskiego w urzędzie gminnym, sądzie i szkole. Tym samym endecja miała na celu uniezależnienie się od rosyjskiej burżuazji, zduszenie rewolucji w Królestwie Kongresowym, wyparcie biurokracji rosyjskiej z intratnych stanowisk i zajęcie jej miejsca. "Polak" wyraźnie opowiedział się po stronie obszarników i bogatych chłopów, a przeciwko interesom chłopów bezrolnych, służby folwarcznej i chłopów małorolnych.